# Xenia distorta
Xenia distorta är en korallart som beskrevs av Tixier-Durivault 1966. Xenia distorta ingår i släktet Xenia och familjen Xeniidae. Inga underarter finns listade i Catalogue of Life.